# Округ Кас (Мисури)
Округ Кас (енгл. Cass County) је округ у америчкој савезној држави Мисури.

## Демографија
По попису из 2010. године број становника је 99.478, што је 17.386 (21,2%) становника више него 2000. године.
| Група             | 2000.          | 2010.          |
| Белци             | 77.284 (94,1%) | 89.079 (89,5%) |
| Афроамериканци    | 1.166 (1,4%)   | 3.517 (3,5%)   |
| Азијати           | 397 (0,5%)     | 641 (0,6%)     |
| Хиспаноамериканци | 1.816 (2,2%)   | 3.988 (4,0%)   |
| Укупно            | 82.092         | 99.478         |